# محلة دوست محمد
محلة دوست محمد (بالفارسية: محله دوست محمد) هي قرية تقع في قسم صفي آباد الريفي (مقاطعة إسفراين) في إيران.